# Journal of the History of Philosophy
La revista The Journal of the History of Philosophy és una publicació acadèmica trimestral revisada per parells. Es va establir el 1963 després que la Divisió Est de l'Associació Filosòfica Americana aprovés una moció en aquest sentit el 1957. La revista està publicada per la Johns Hopkins University Press i el seu àmbit és la història de la filosofia occidental.
Tots els períodes d'aquest àmbit s'inclouen a les seves recerques, des del període antic fins als desenvolupaments moderns en l'estudi de la filosofia. L'editor en cap és Deborah Boyle, del College of Charleston.